# Kenia na Letnich Igrzyskach Olimpijskich 1972
Kenię na Letnich Igrzyskach Olimpijskich 1972 w Monachium reprezentowało 57 zawodników: 55 mężczyzn i 2 kobiety.

## Medaliści

### Złote
- Kipchoge Keino – lekkoatletyka, bieg z przeszkodami na 3000 metrów mężczyzn
- Julius Sang, Charles Asati, Munyoro Nyamau i Robert Ouko – lekkoatletyka, sztafeta 4 × 400 metrów mężczyzn

### Srebrne
- Ben Jipcho – lekkoatletyka, bieg z przeszkodami na 3000 metrów mężczyzn
- Kipchoge Keino – lekkoatletyka, bieg na 1500 metrów mężczyzn
- Philip Waruinge – boks, waga piórkowa mężczyzn

### Brązowe
- Julius Sang – lekkoatletyka, bieg na 400 metrów mężczyzn
- Mike Boit – lekkoatletyka, bieg na 800 metrów mężczyzn
- Samuel Mbugua – boks, waga lekka mężczyzn
- Richard Murunga – boks, waga półśrednia mężczyzn